# Astracantha ochtoranensis
Astracantha ochtoranensis är en ärtväxtart som först beskrevs av Josef Franz Freyn, och fick sitt nu gällande namn av Dieter Podlech. Astracantha ochtoranensis ingår i släktet Astracantha och familjen ärtväxter. Inga underarter finns listade i Catalogue of Life.